# Secrétariat d'État à la Consommation (Espagne)
Le secrétariat d'État à la Consommation d'Espagne (en espagnol : Secretaría de Estado de Consumo) est le secrétariat d'État chargé de la consommation.
Il relève du ministère de la Présidence. Il est supprimé le 30 décembre 1981 lorsqu'il est remplacé par un sous-secrétariat pour la consommation.

## Titulaires
| Titulaire | Titulaire                     | Début      | Fin        | Parti | Ministre                                 |
| --------- | ----------------------------- | ---------- | ---------- | ----- | ---------------------------------------- |
|           | José Enrique Martínez Genique | 21/08/1981 | 30/12/1981 | Sans  | Pío Cabanillas Gallas Manuel Núñez Pérez |